# ЦУМ Воронеж

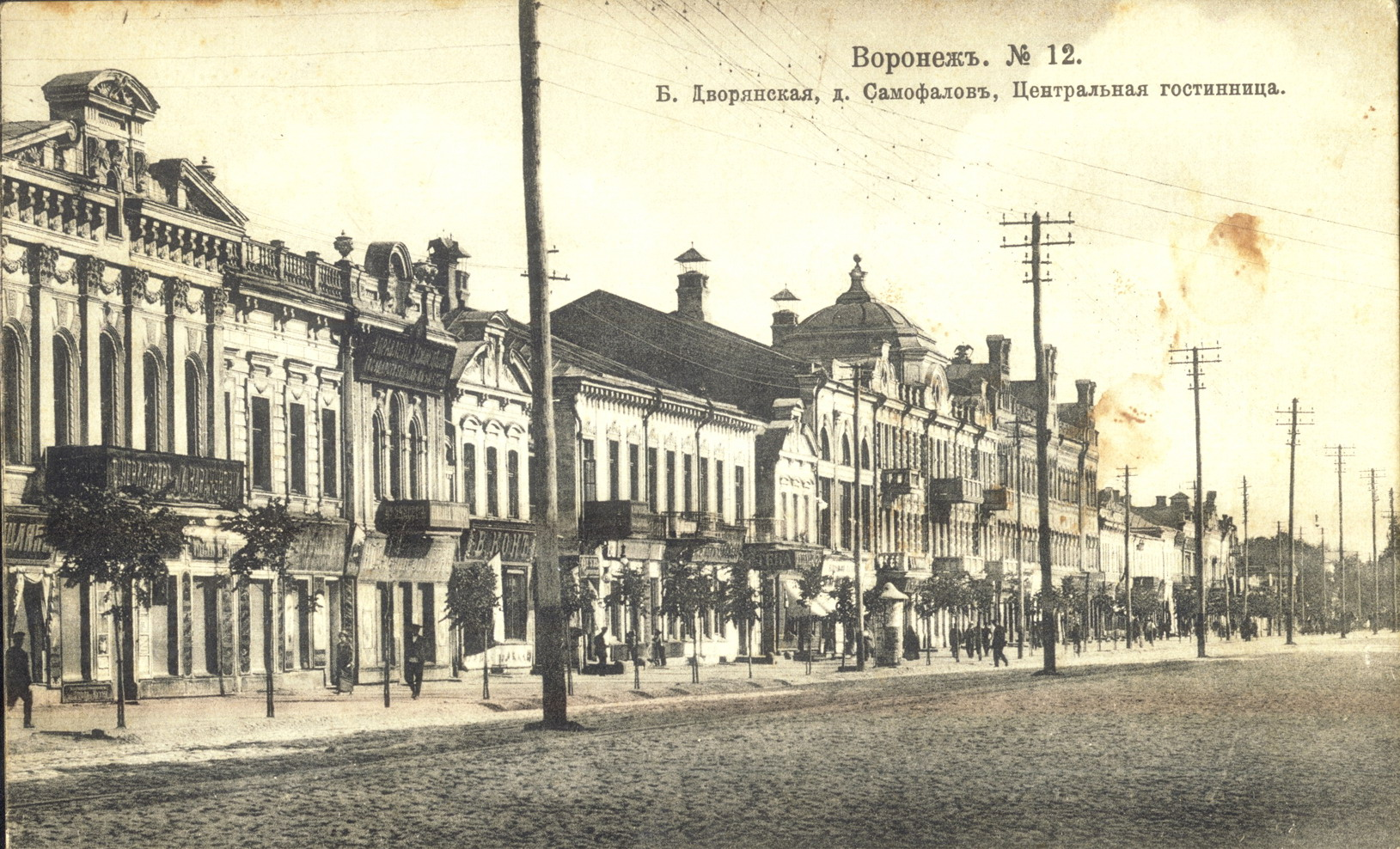
Большая Дворянская, начало XX в.

ЦУМ Воронеж — торговый комплекс в Воронеже. Расположен на проспекте Революции (до 1917 года — Большая Дворянская), вплоть до открытия универмага «Россия» на ул. Кольцовской, ЦУМ оставался крупнейшим торговым комплексом города.

## Здание

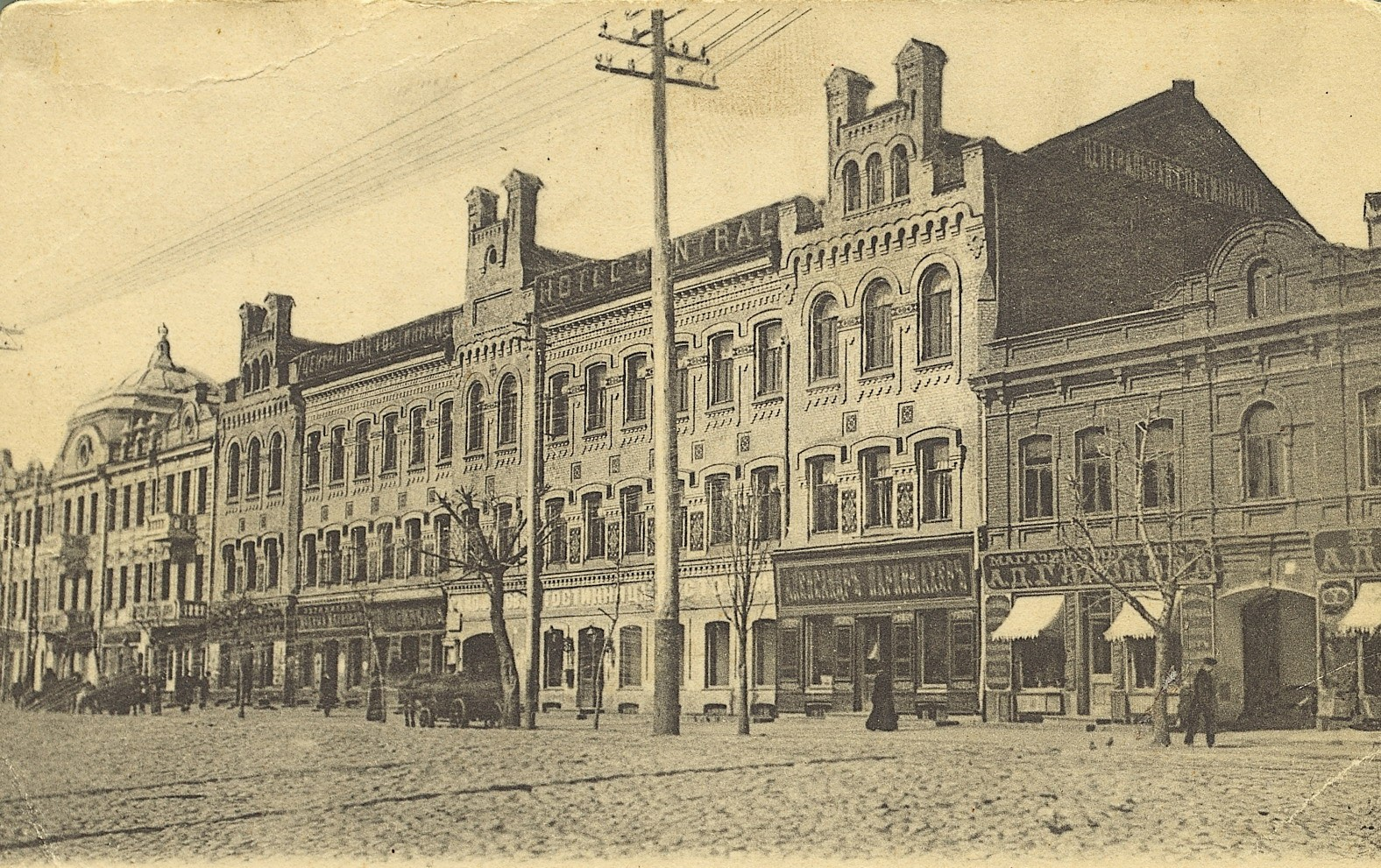
Слева на фото — Центральная гостиница, справа — усадьба, принадлежавшая Э. Кирсанову.

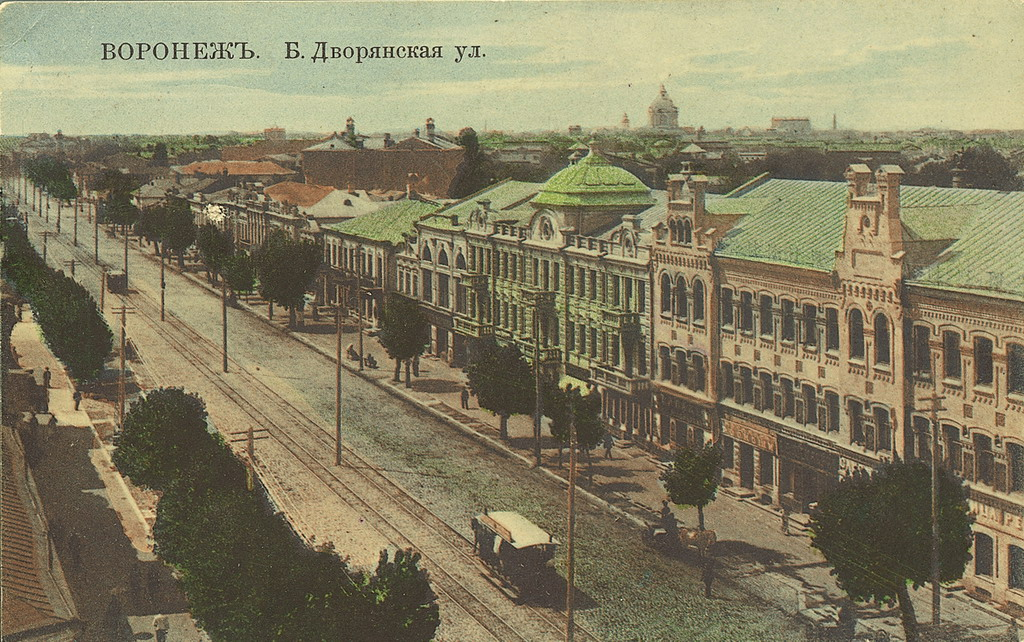
Большая Дворянская, начало XX в. Справа на фото — Центральная гостиница.

Усадьба, на месте которой сейчас стоит «ЦУМ», с конца 1850-х годов принадлежала статскому советнику доктору Эрасту Кирсанову. Дом с различными постройками за ним в середине 1870-х годов стоил 12 тысяч рублей. Здесь снимали комнаты для своих контор преуспевающие юристы И. А. Шепп и Н. И. Немчинов. В конце XIX века здесь был знаменитый книжный магазин с читальней И. С. Никитина, являвшийся одним из центров культурной жизни Воронежа.
В советское время здесь размещалось фотоателье, в котором работал М. Н. Селивёрстов.
Сооружение современного здания по типовому проекту № 2-07-09 «Универмаг на 100 рабочих мест» было завершено в 1956 году — об этом строители оставили память в виде медальона на стене. Архитектурную концепцию создал коллектив специалистов московского проектного института.
В 1961 году в память о И. С. Никитине, на фасаде здания укрепили мраморную доску (скульптор Н. Н. Ерёменко).

## История магазина
Строительство современного здания ЦУМа было завершено в 1956 году, а сам магазин открылся 2 ноября 1957 года. С 28 мая 1989 года функционирует как «ЦУМ-Воронеж» (был образован путём слияния двух магазинов Воронежского горпромторга — универмага № 4 и магазина № 95 «Воронежец»).
К 1990 году в ЦУМе насчитывалось 669 сотрудников. В универмаге были представлены следующие группы товаров:
- Ткани (3 отдела)
- Женское пальто
- Женское платье
- Мужское пальто (2 отдела)
- Брюки
- Головные уборы
- Мужская обувь
- Женская обувь
- Постельное белье
- Чулочно-носочные изделия
- Металлическая галантерея
- Парфюмерия
- Трикотаж
- Текстильная галантерея
- Кожаная галантерея
- Канцтовары
- Игрушки
- Детские товары
- Культтовары
- Хозтовары
- Бакалея
- Гастрономия (3 отдела)

Функционировал отдел «Ветеран», где обслуживались ветераны войны по талонам.
Посещаемость универмага была около 30 000 человек в день.
В ноябре 1991 года имущественный комплекс универмага универмага был приватизирован, в январе 1993 года — зарегистрировано ОАО «ЦУМ-Воронеж», которому по состоянию на 2020-е годы принадлежит здание магазина. Общая площадь четырёхэтажного здания — 8 тыс. м². Организация предоставляет торговые, офисные и складские помещения в аренду. Весной 2009 года состоялась сделка по продаже ОАО «ЦУМ-Воронеж», бизнесмены Сергей Куксов и Владислав Курносов и Дмитрий Вишневский получили ЦУМ примерно в равных долях. В конце 2011 года владельцы воронежской сети компьютерных магазинов «Рет» Владимир Колыхалин и Дмитрий Лапыгин приобрели 26 % акций (по 13 % каждый) ОАО «ЦУМ-Воронеж» у Владислава Курносова. В настоящее время генеральным директором ОАО «ЦУМ-Воронеж» является Сергей Лепендин — заместитель гендиректора сети магазинов компьютерной техники «Рет».
В марте 2012 году стало известно о намерении компании Marriott разместить отель в реконструируемом здании ЦУМа. В здании, кроме номерного фонда и соответствующей инфраструктуры, размещены торговый и бизнес-центры. Построена четырёхуровневая подземная парковка.
Реконструкция здания вызвала негативную реакцию воронежской интеллигенции.
20 июня 2017 года состоялось официальное открытие обновлённого торгового центра «ЦУМ Воронеж» после реконструкции и пристройки здания отеля. Площадь здания была увеличена до 20 000 м², из них 16 000 м² заняла торговая галерея. В число арендаторов ЦУМа вошли продавцы таких торговых марок, как Brunello Cucinelli, Kiton, Brioni, Roberto Cavalli, Blumarine, Fabiana Filippi, Versace Collection, Boutique Moschino, Diesel, Gas, Love Moschino, Versace Jeans.